# Beierse Woud
Het Beierse Woud (Duits: Bayerischer Waldⓘ) is een middelgebergte in de Duitse deelstaat Beieren. Het Beierse Woud is geografisch onderdeel van het Bohemer Woud en loopt langs de grens met Tsjechië. Aan de Tsjechische kant ligt Nationaal park Šumava. Het Beierse Woud loopt van boven Regensburg tot aan Passau.
De hoogste top is de Großer Arber van 1456 meter hoog. De belangrijkste rivier is de Regen, die bestaat uit de Witte Regen en de Zwarte Regen die samen verder stromen richting de stad Regensburg.
Een gebied van 240 km² is in 1970 aangewezen als Nationaal Park Bayerischer Wald. In de winter is het een skigebied.

## Bezienswaardigheden
| - Museumsdorf Bayerischer Wald bij de Dreiburgensee - Buchberger Leite tussen Freyung en Ringelai - Jagd-und Fischereimuseum Schloss Wolfstein in Freyung - Galerie Wolfstein in Freyung - Niederbayerische Freilichtmuseen Massing und Finsterau - Burgruine Weißenstein bei Regen - Gläserne Wald in Regen - Landwirtschaftsmuseum in Regen - Bergwerk op de Silberberg bij Bodenmais - Saußbachklamm bij Waldkirchen - Tierfreigelände bij Neuschönau - Freilichtmuseum van Finsterau - Keltendorf Gabreta bij Ringelai | - Teufelstisch bij Bischofsmais - Trinkwassertalsperre Frauenau - Informatiecentrum Nationaal park in Neuschönau - Informatiecentrum Nationaal park in Ludwigsthal - Glasmuseum van Frauenau - Kirche Maria Himmelfahrt (Frauenau) - dal van de Ilz - Wildpark in Ludwigsthal - Bayerwald-Tierpark in Lohberg - historische Silber- und Flussspatbergwerk "Fürstenzeche" in Lam - Kleiner en Großer Arbersee |

## Lijst van bergen in het Beierse Woud
| - Almberg (1139 m) - Alzenberg (1100 m) - Großer Arber (1456 m) - Kleiner Arber (1384 m) - Aschenstein (945 m) - Bernhardsnagel (896 m) - Bistand (865 m) - Büchelstein (831 m) - Breitenauer Riegel (1114 m) - Brotjacklriegel (1016 m) - Burgstall (976 m), siehe Hoher Bogen - Dreisesselberg (1333 m) - Dreitannenriegel (1092 m) - Eckstein (1073 m),siehe Hoher Bogen - Eschenberg (1043 m) - Einödriegel (1121 m) - Enzian (1285 m) - Falkenstein, Großer (1312 m) - Falkenstein, Kleiner (1190 m) - Farrenberg (1203 m) - Friedrichsberg (934 m) - Fürberg (880 m) - Geißkopf (1097 m) - Geißlstein (920 m) - Geißriegel (1046 m) - Grandelberg (1010 m) - Gsengetstein (952 m) - Guntherstein (796 m) - Hahnenbogen (1257 m) - Hahnenriegel (1108 m) - Haibühler Spitz (1047 m) - Haidel (1167 m) - Harlachberger Spitz (913 m) | - Hausstein (917 m) - Hennenkobel (965 m) - Hessenstein (878 m) - Heugstatt (1261 m) - Hindenburgkanzel (1049 m) - Hirschberg (1039 m) - Hirschenstein (1095 m) - Hochberg (942 m) - Hochstein (Arnbruck) (1132 m) - Hochzellberg (1208 m) - Hoher Bogen (1079 m) - Hoher Filzberg (1279 m) - Hohlstein (1196 m) - Hörndl (1015 m) - Kaitersberg (1132) - Kanzel (1011 m) - Käsplatte (979 m) - Kiesruck (1265 m) - Knogl (1056 m) - Kreuzfelsen (999 m) - Kronberg (984 m) - Lackenberg (1337 m) - Lichtenberg (1030 m) - Lusen (1373 m) - Mittagsplatzl (1340 m) - Mittagstein (1034 m) - Mühlriegel (1080 m) - Oberfrauenwald (948 m) - Ödriegel (1156 m) - Osser, Großer (1293 m) - Osser, Kleiner (1266 m) - Plattenhausenriegel (1376 m) - Bayerischer Plöckenstein (1365 m) | - Predigtstuhl (1024 m) - Pröller (1048 m) - Rachel, Großer (1453 m) - Rachel, Kleiner (1399 m) - Rauchröhren (1045 m), siehe Kaitersberg - Rauer Kulm (1050 m) - Riedelstein, Großer (1132 m) - Riesberg (934 m) - Rollmannsberg (1042 m) - Rote Höhe (1050 m) - Ruhmannsberg (863 m) - Rukowitzberg (1269 m) - Rusel (856 m) - Schwarzeck (1238 m) - Schwarzkopf (1060 m) - Schwarzriegel (1079 m) - Scheuereckberg (1196 m) - Siebensteinkopf (1263 m) - Silberberg (955 m) - Staffelberg (793 m) - Steinberg (830 m) - Steinfleckberg (1341 m) - Sternknöckel (818 m) - Sulzberg (1146 m) - Sulzriegel (1261 m) - Teufelstisch (901 m) - Vogelsang (1022 m) - Wagensonnriegel (959 m) - Wagnerspitze (1125 m) - Waldhäuserriegel (1151 m) - Wolfgangriegel (876 m) - Zwercheck (1333 m) |

## Plaatsen in het Beierse Woud
- Regen
- Schönberg
- Bischofsmais
- Bodenmais
- Neukirchen beim Heiligen Blut
- Sankt Englmar
- Bayerisch Eisenstein
- Zwiesel
- Viechtach
- Furth im Wald
- Cham
- Waldmünchen
- Roding